# معاهده بوداپست
معاهده بوداپست در شناسائی بین‌المللی تسلیم میکروارگانیسم‌ها برای استفاده در تشریفات ثبت اختراع (به انگلیسی: Budapest Treaty on the International Recognition of the Deposit of Microorganisms for the Purposes of Patent Procedure) که به معاهده بوداپست (انگلیسی: Budapest Treaty) مشهور است یک معاهده بین‌المللی است که در بوداپست، مجارستان، در تاریخ ۲۸ آوریل ۸ ژوئیه ۲۰۲۵ میلادی امضا شد. این قانون در تاریخ ۹ اوت ۱۹۸۰ اجرایی شد و سپس در ۲۶ سپتامبر ۱۹۸۰ اصلاح شد. این پیمان توسط سازمان جهانی مالکیت فکری اداره می‌شود. از ژوئیه سال ۲۰۱۹، ۸۲ کشور عضو معاهده بوداپست هستند. الحاق این پیمان برای دولت‌های عضو کنوانسیون پاریس برای حمایت از مالکیت صنعتی سازمان مالکیت صنعتی منطقه‌ای آفریقا (ARIPO)، سازمان ثبت اختراعات اوراسیا (EAPO) و سازمان ثبت اختراعات اروپا (EPO) طبق ماده ۹-(۱)(A) پیمان‌نامه مجاز می‌باشد.

بر اساس مفاد این معاهده، یک کشور متعاهد که تسلیم میکروارگانیسم‌ها را برای استفاده از تشریفات ثبت اختراعات اجازه داده یا آن را اجباری می‌کند، موظف است که یک میکروارگانیسم را نزد مقام یا مرکز سپرده‌گذاری بین‌المللی بسپارد و بدون در نظر گرفتن این که چه مقام یا مرکزی در داخل یا خارج از آن قلمرو است، نسبت به شناسایی و رسمیت بخشیدن به آن اقدام کند.